# Sadkî, Kremenciuk
Sadkî (în ucraineană Садки) este un sat în comuna Kameani Potokî din raionul Kremenciuk, regiunea Poltava, Ucraina.

## Demografie
Componența lingvistică a localității Sadkî
     Ucraineană (93,94%)
     Rusă (5,44%)
     Alte limbi (0,38%)
Conform recensământului din 2001, majoritatea populației localității Sadkî era vorbitoare de ucraineană (93,94%), existând în minoritate și vorbitori de rusă (5,44%).